# Glyn Jones (patinage artistique)
Pour les articles homonymes, voir Jones et Glyn Jones.
Glyn Jones, né le 22 août 1953, est un patineur artistique britannique, vice-champion de Grande-Bretagne en 1977.

## Biographie

### Carrière sportive
Glyn Jones est vice-champion de Grande-Bretagne en 1977, derrière son compatriote Robin Cousins.
Il représente son pays à quatre championnats européens (1974 à Zagreb, 1975 à Copenhague, 1976 à Genève et 1977 à Helsinki), deux mondiaux (1974 à Munich et 1976 à Göteborg), et aux Jeux olympiques d'hiver de 1976 à Innsbruck.
Il arrête sa carrière sportive après les championnats européens de 1977.

### Reconversion
En août 2011, il travaillait comme manager à la Tampa Bay Skating Academy à Oldsmar en Floride.

## Palmarès
| Compétitions en individuel      | 1974 | 1975 | 1976 | 1977 |  |  |  |  |  |  |  |  |  |  |  |
| Jeux olympiques d'hiver         |      |      | 16e  |      |  |  |  |  |  |  |  |  |  |  |  |
| Championnats du monde           | 21e  |      | 18e  |      |  |  |  |  |  |  |  |  |  |  |  |
| Championnats d’Europe           | 16e  | 17e  | 14e  | 13e  |  |  |  |  |  |  |  |  |  |  |  |
| Championnats de Grande-Bretagne | 3e   | 3e   | 3e   | 2e   |  |  |  |  |  |  |  |  |  |  |  |
|                                 |      |      |      |      |  |  |  |  |  |  |  |  |  |  |  |